# Bom Princípio do Piauí
Pour les articles homonymes, voir Bom Princípio (homonymie) et Piauí.
Bom Princípio do Piauí est une municipalité brésilienne située dans l'État du Piauí.